# باولا فورست
باولا فورست (بالإنجليزية: Paula Forrest)‏ هي ممثلة أسترالية، ولدت في 14 يوليو 1965 في أستراليا.

## وصلات خارجية
- باولا فورست على موقع IMDb (الإنجليزية)
- باولا فورست على موقع كينوبويسك (الروسية)